# North Maclean
North Maclean är en del av en befolkad plats i Australien. Den ligger i kommunen Logan och delstaten Queensland, omkring 33 kilometer söder om delstatshuvudstaden Brisbane. Antalet invånare är 1 541.
Runt North Maclean är det ganska tätbefolkat, med 54 invånare per kvadratkilometer.. Närmaste större samhälle är Logan City, omkring 17 kilometer nordost om North Maclean.
I omgivningarna runt North Maclean växer huvudsakligen savannskog. Genomsnittlig årsnederbörd är 1 424 millimeter. Den regnigaste månaden är januari, med i genomsnitt 275 mm nederbörd, och den torraste är oktober, med 21 mm nederbörd.